# Metopidiothrix mujong
Metopidiothrix mujong är en mångfotingart som beskrevs av Shear 2002. Metopidiothrix mujong ingår i släktet Metopidiothrix och familjen Metopidiotrichidae. Inga underarter finns listade i Catalogue of Life.